# Kostelec nad Černými lesy
Kostelec nad Černými lesy (bis 1920: Černý Kostelec; deutsch: Schwarzkosteletz) ist eine Stadt im Okres Praha-východ (Bezirk Prag-Ost) in Tschechien. Sie gehört zur Mittelböhmischen Region.

## Geschichte

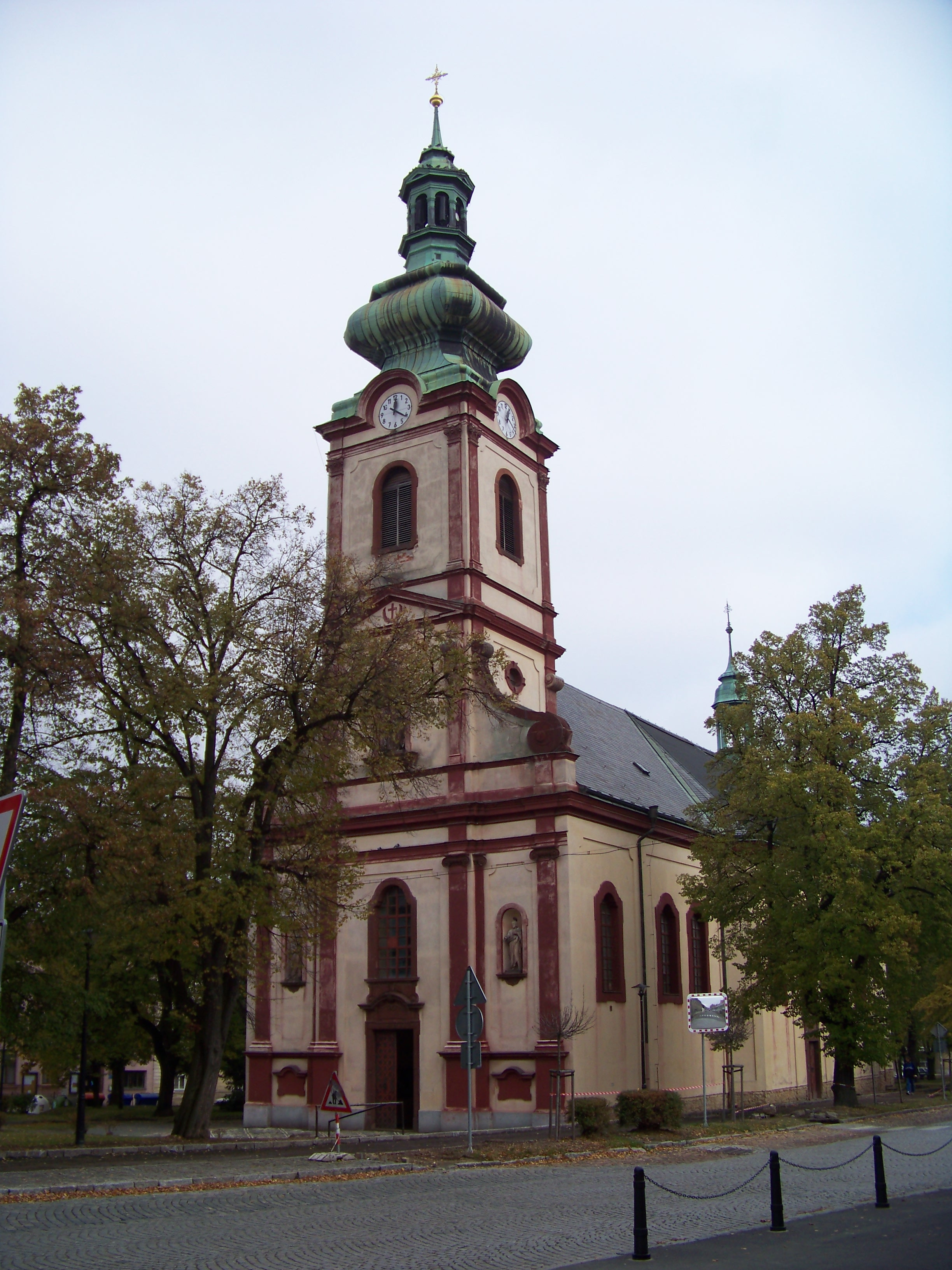
Die Schutzengel-Kirche

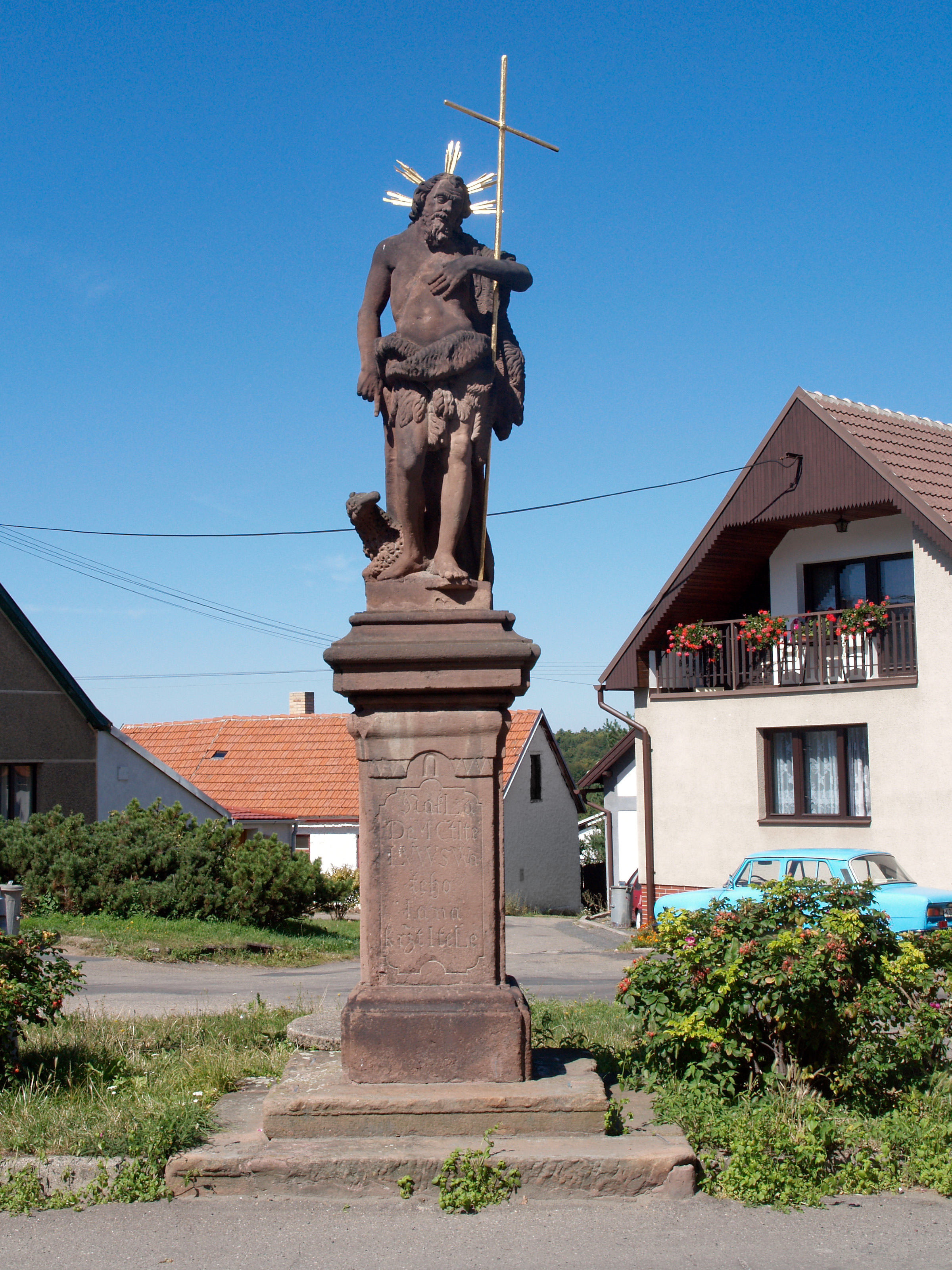
Statue Johannes des Täufers

Das Gebiet von Schwarzkosteletz wurde in der ersten Hälfte des 13. Jahrhunderts durch die Přemysliden kolonisiert. Erstmals urkundlich erwähnt wurde Schwarzkosteletz im Jahre 1348, als Markgraf Johann Heinrich, ein Bruder des Kaisers Karl IV., einem von seinem Vater Johann von Luxemburg im ersten Viertel des 14. Jahrhunderts geschlossenen Vertrag zustimmte, mit dem Herrschaft und Burg „Costelicz in Nygra Sylva“ mit der Burg Nachod getauscht werden sollten. Erster namentlich bekannter Lehnsherr war demnach Ješek von Nachod. Dessen Söhne verkauften 1415 Burg und Herrschaft an Johannes Secretarius, einen Günstling König Wenzels IV.
1489 wurde Schwarzkosteletz zum Städtchen erhoben. 1492 erwarben die Herren Slawata die stark verschuldete Herrschaft, verloren sie jedoch, nachdem Diviš Slawata am Ständeaufstand von 1547 teilgenommen hatte. Die Besitzungen fielen an König Ferdinand I. zurück, der die Burg zu einem Jagdschloss im Stil der Renaissance umbauen ließ. Wegen finanzieller Schwierigkeiten verkaufte er jedoch schon 1558 Schloss und Herrschaft an Jaroslav Smiřický von Smiřice, der es für seine Familie zum Residenzort bestimmte. Obwohl die Smiřický von Smiřice, die dem Herrenstand angehörten, zahlreiche Landes- und Hofämter bekleideten, verloren sie wegen ihrer Beteiligung am Ständeaufstand von 1618 und der Anhängerschaft für den Winterkönig Friedrich von der Pfalz 1621 ihre Besitzungen. Das konfiszierte Schwarzkosteletz ging an Albrecht von Wallenstein, dessen Mutter eine geborene Smiřicka von Smiřice war. Wallenstein verkaufte Schwarzkosteletz 1623 an Karl von Liechtenstein.
Große Schäden erlitt Schwarzkosteletz im Dreißigjährigen Krieg, da es mehrfach von den gegnerischen Parteien verwüstet wurde. Wegen der Notlage kam es 1626 zu Unruhen unter der bäuerlichen Bevölkerung. Maria Theresia von Savoyen und Enkelin von Karl Eusebius von Liechtenstein, veranlasste ab 1729 soziale Verbesserungen für die Bevölkerung. Sie richtete eine Armenfürsorge ein und veranlasste die Renovierung von Kirchen und Pfarrhäusern. 1759 entließ sie ihre Untertanen aus der Erbuntertänigkeit. Trotzdem brachen unter Franz Joseph Johann Adam von Liechtenstein 1775 weitere Bauernunruhen aus.
1869 zählte das Städtchen 3032 Einwohner; 1910 waren es 3000.

## Stadtgliederung
Die Stadt Kostelec nad Černými lesy besteht aus den Ortsteilen
- Kostelec nad Černými lesy (Schwarzkosteletz) und
- Svatbín (Swatbin)
- sowie der Ortslage Hošť.

## Sehenswürdigkeiten
- Schloss Kostelec mit Schlosskapelle des Hl. Veit
- Die Schutzengel-Kirche (Kostel sv. Andělů strážných) wurde 1735–1737 errichtet.
- Die Friedhofskirche des Hl. Johannes des Täufers (Kostel sv. Jana Křtitele) aus dem Jahre 1600 wurde im Dreißigjährigen Krieg zerstört und 1777–1783 wieder aufgebaut.
- Das Hospital wurde durch Maria Theresia von Savoyen, geborene von Liechtenstein, im Rahmen ihrer Armenfürsorge 1726–1728 errichtet und 1998 rekonstruiert.
- Das Töpfermuseum ist in einem Renaissance-Herrenhaus untergebracht, das Albrecht Smiřický von Smiřice 1613 dem Städtchen schenkte.
- Die ehemalige Brauerei im Barockstil stammt aus dem Jahre 1742.

## Söhne und Töchter der Stadt
- Fritz Kausek (1880–?), kubistischer Maler, Kunstakademie Prag